# Coupe Memorial 1982
Navigation
Édition précédente Édition suivante
L'édition 1982 de la Coupe Memorial est présenté du 8 au 15 mai 1982 à Hull, Québec. Gérée par l'Association canadienne de hockey amateur, elle regroupe les meilleures équipes de niveau junior à travers les ligues basée au Canada.

## Équipes participantes
- Les Castors de Sherbrooke représentent la Ligue de hockey junior majeur du Québec.
- Les Rangers de Kitchener représentent la Ligue de hockey de l'Ontario.
- Les Winter Hawks de Portland représentent la Ligue de hockey de l'Ouest.

## Classement de la ronde préliminaire
| Équipe                   | PJ | V | D | BP | BC | Pts |
| ------------------------ | -- | - | - | -- | -- | --- |
| Castors de Sherbrooke    | 4  | 2 | 2 | 22 | 17 | 4   |
| Rangers de Kitchener     | 4  | 2 | 2 | 19 | 16 | 4   |
| Winter Hawks de Portland | 4  | 2 | 2 | 15 | 23 | 4   |

## Résultats

### Résultats du tournoi à la ronde
Voici les résultats du tournoi à la ronde pour l'édition 1982 :
| 8 mai 1982 | Castors de Sherbrooke | 10-4 | Rangers de Kitchener | Centre Robert-Guertin |

| 9 mai 1982 | Rangers de Kitchener | 9-2 | Winter Hawks de Portland | Centre Robert-Guertin |

| 10 mai 1982 | Winter Hawks de Portland | 6-5 | Castors de Sherbrooke | Centre Robert-Guertin |

| 11 mai 1982 | Rangers de Kitchener | 4-0 | Castors de Sherbrooke | Centre Robert-Guertin |

| 12 mai 1982 | Winter Hawks de Portland | 4-2 | Rangers de Kitchener | Centre Robert-Guertin |

| 13 mai 1982 | Castors de Sherbrooke | 7-3 | Winter Hawks de Portland | Centre Robert-Guertin |

### Finale
| 15 mai 1982 | Rangers de Kitchener | 7-4 | Castors de Sherbrooke | Centre Robert-Guertin |

## Effectifs
Voici la liste des joueurs des Rangers de Kitchener, équipe championne du tournoi 1982 :
- Entraîneur : Joe Crozier
- Gardiens : Darryl Boudreau, Jim Ralph et Wendell Young.
- Défenseurs : Joel Levesque, Al MacInnis, Robert Savard, David Shaw et Scott Stevens.
- Attaquants : Brian Bellows, Kevin Casey, Lou Crawford, Mike Eagles, Mike Hough, Jeff Larmer, Grant Martin, Mario Michieli, Mike Moher, Dave Nicholls, Brad Schnurr et John Tucker.

## Honneurs individuels
- Trophée Stafford-Smythe (MVP) : Sean McKenna (Castors de Sherbrooke)
- Trophée George-Parsons (meilleur esprit sportif) : Brian Bellows (Rangers de Kitchener)
- Trophée Hap-Emms (meilleur gardien) : Michel Morrissette (Castors de Sherbrooke)

Équipe d'étoiles :
- Gardien : Michel Morrissette (Castors de Sherbrooke)
- Défense : Paul Boutilier (Castors de Sherbrooke) ; Gary Nylund (Winter Hawks de Portland) et Al MacInnis (Rangers de Kitchener)
- Centre : John Chabot (Castors de Sherbrooke)
- Ailier gauche : Jeff Larmer (Rangers de Kitchener)
- Ailier droit : Sean McKenna (Castors de Sherbrooke)